# می‌خوام جیگرتو بخورم (فیلم)
می‌خوام جیگرتو رو بخورم (انگلیسی: I Want to Eat Your Pancreas) یک انیمه ژاپنی محصول سال ۲۰۱۸ در سبک درام بلوغ است که بر اساس رمانی به همین نام می‌خوام جیگرتو بخورم اثر یورو سومینو ساخته شده‌است.